# Вагин, Роберт Аркадьевич
Роберт Аркадьевич Вагин — советский хозяйственный, государственный и политический деятель.

## Биография
Родился в 1932 году в Кизеле. Член КПСС.
С 1955 года — на хозяйственной, общественной и политической работе. В 1955—1990 гг. — механик цеха Березниковского магниевого завода, инженер-конструктор проектно-конструкторского отдела Березниковского магниевого завода, заместитель главного механика Березниковского титано-магниевого комбината, секретарь парткома КПСС Березниковского титано-магниевого комбината, первый секретарь Березниковского горкома КПСС, заместитель председателя Пермского облисполкома.
Делегат XXIV и XXV съездов КПСС.
Жил в Перми.